# Louisa (Quarry Hunslet)
Die Louisa war eine kleine Tenderlokomotive, die für den Dinorwic-Steinbruch in Nord-Wales gebaut wurde. Es war eine der ersten und auch die kleinste aller sogenannten Quarry Hunslets. 
Hunslet lieferte die Maschine mit der Werk Nr. 195 im Jahr 1877, dem gleichen Jahr, in dem auch die Lokomotive George ausgeliefert wurde. Anders als George und deren Schwesterlokomotive Dinorwic war Louisa jedoch für den Betrieb auf den Galerien des Steinbruchs ausgelegt, wo sehr leichte Schienen verlegt waren, und war deswegen deutlich kleiner und leichter. 
Die Louisa war jedoch keine verkleinerte Weiterentwicklung der Lokomotiven Dinorwic und George, sondern basierte auf einer kurz zuvor gebauten, Little Egret genannten Maschine (Werk-Nr. 175), von der sie sich im Wesentlichen durch eine kleinere Spurweite (578 statt 914 mm) und infolgedessen innerhalb des Rahmens angeordnete Räder unterschied. Auch die Rost- und Heizflächen von Louisa waren etwas größer, möglicherweise weil der Außenrahmen einen etwas breiteren Stehkessel ermöglichte.
Der Kessel war domlos; der Dampf wurde aus dem erhöhten Stehkessel entnommen, auf dem auch das Sicherheitsventil angeordnet war. Der Fahrer wurde durch ein langes Rohr vor entweichendem Dampf geschützt. Charakteristisch waren die auf der Unterseite abgeschrägten Rahmenenden, die sich später auch bei der Alice Class fanden und die den Transport der Lokomotive über Schrägaufzüge erleichterten. Anders als die meisten späteren Quarry Hunslets hatte die Louisa keinen Umlauf. 
Die Versuche im Steinbruch führten schließlich zu der Entscheidung, auch auf den Galerien schwerere Schienen zu verlegen, damit größere Lokomotiven eingesetzt werden konnten. Die Louisa blieb deshalb ein Einzelstück, und 1886 wurde die erste Lokomotive der Alice Class beschafft, die beinahe die doppelte Zugkraft hatte. 
Die Louisa wurde zwischen 1895 und 1899 an den Unteren Glynrhonwy-Steinbruch verkauft. Als dieser 1916 Konkurs anmeldete, wurde die Lokomotive auf einer Auktion angeboten. Anschließend verlieren sich ihre Spuren.